# 뜬소문 (영화)
《뜬소문》(영어: Rumours)은 2024년 개봉한 블랙 코미디 영화이다. 가이 매딘과 존슨 형제가 감독과 각본을 맡았다. 2024년 칸 영화제에서 전 세계 최초로 공개되었다.

## 출연
- 케이트 블란쳇
- 알리시아 비칸데르
- 찰스 댄스
- 로이 뒤피
- 드니 메노셰
- 니키 아무카버드
- 롤란도 라벨로
- 히라 다케히로
- 즐라트코 부리치